# Friedrichsruh

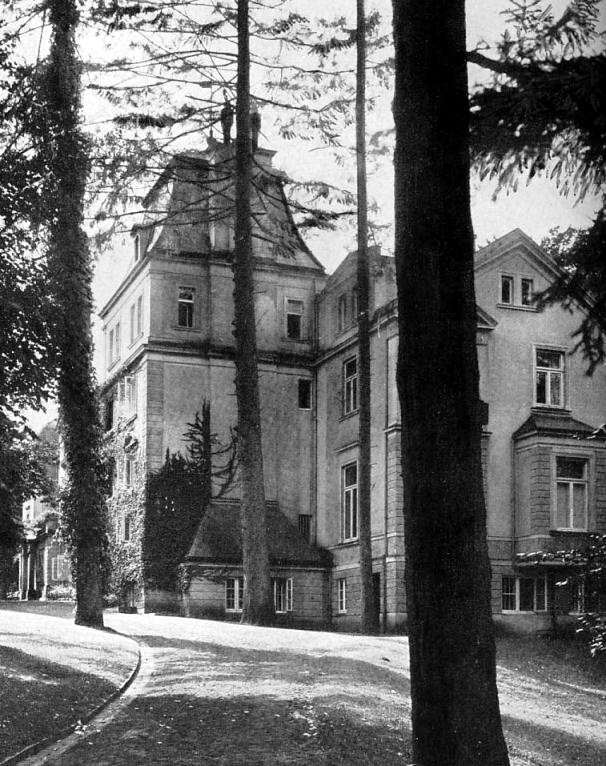
Finca Friedrichsruh en 1915.

Friedrichsruh es un distrito del municipio de Aumühle, distrito de Herzogtum Lauenburg, estado de Schleswig-Holstein, en el norte de Alemania. La mansión Friedrichsruh es conocida como la residencia de la familia noble Bismark, principalmente del canciller Otto von Bismarck desde 1871 hasta su fallecimiento en 1898. Tras su muerte, se construyó un mausoleo.
No muy lejos de allí había un monumento a los marinos caídos en el hundimiento del acorazado Bismarck el 27 de mayo de 1941.